# Ray Bauduc
Raymond Bauduc (New Orleans, 18 juni 1906 – Houston, 8 januari 1988) was een Amerikaanse jazzdrummer en orkestleider, die speelde in de stijl van dixieland en swing.

## Biografie
Bij zijn ouders thuis leerde Bauduc drums bespelen. Midden jaren 1920 ging hij naar New York en speelde vervolgens bij Freddie Rich, Tommy en Jimmy Dorsey en vanaf 1926 bij Joe Venuti en Eddie Lang. Daarna was hij lid van de bands van Ben Pollack (1929 tot 1934) en Bob Crosby (1935 tot 1942). Hij is ook bekend door zijn duetten met Bob Haggart, bij wie in 1938 het nummer Big Noise From Winnetka ontstond. Na enkele jaren in de United States Army leidde Bauduc met Gil Rodin een eigen orkest. De arrangementen waren afkomstig van Tommy Todd, Joe Reisman en Billy May. De sound van het niet lang bestaande orkest deed denken aan de Crosby-band. Het orkest speelde hoofdzakelijk in de regio van Los Angeles, maar ging ook op enkele tournees tussen de West- en Oostkust.
Bauduc speelde na de ontbinding van de band van 1947 tot 1950 bij Jimmy Dorsey en van 1952 tot 1955 bij Jack Teagarden, voordat hij een band formeerde met Nappy Lamare. Daarmee ontstond in 1957 het album Riverboat Dandies. Volgens Carlo Bohländers Reclams Jazzführer geldt hij als een van de beste dixieland-drummers van zijn tijd en was hij een van de vroegste drummers van dit genre in Californië.
- Biblioteca Nacional de España: XX1116547
- Bibliothèque nationale de France: cb13891239n (data)
- Gemeinsame Normdatei: 135032512
- International Standard Name Identifier: 0000 0000 5932 6794
- Library of Congress Control Number: n91092864
- MusicBrainz: 307b00b9-cf82-49bc-8c7d-e5903b66140e
- Nationale Bibliotheek van Israël: 987007314842405171
- SNAC: w6qs9fbj
- Système universitaire de documentation: 196938279
- Virtual International Authority File: 69114780
- WorldCat: E39PBJhmJHQp4mcqrhvDddFR8C